# Osovinski razmak vozila
Osovinski razmak vozila je razmak između osi prednjih i stražnjih kotača vozila. U slučaju da vozilo ima više od dvije osovine, razmak između njih se označava zbrojem razmaka (O1 + O2 + O3 + ...). Izražava se u milimetrima.